# Lamidorcadion annulipes
Lamidorcadion annulipes är en skalbaggsart som beskrevs av Maurice Pic 1934. Lamidorcadion annulipes ingår i släktet Lamidorcadion och familjen långhorningar. Inga underarter finns listade i Catalogue of Life.